# Olena Teliha
Olena Ivanivna Teliha (în ucraineană Олена Іванівна Теліга, n. 21 iulie 1906, Ilyinskoye⁠(d), Dmitrovsky uyezd⁠(d), Gubernia Moscova⁠(d), Imperiul Rus – d. 21 februarie 1942, Kiev, Reichskomisariatul Ucraina) a fost o poetă și o eroină ucraineană de etnie ucraineană și belarusă.

## Biografie
Olena Teliha, născută Elena Ivanovna Shovgeneva (în rusă Елена Ивановна Шовгенева) în satul Iliinskoe, în apropiere de Moscova, în Rusia, unde părinții ei își petreceau vacanțele de vară. Există mai multe localități cu acest nume în zonă, așa că nu se știe exact care dintre ele este locul de naștere al Olenei Teliha. Tatăl ei a fost un inginer civil, în timp ce mama ei provenea dintr-o familie de preoți ruși ortodocși.
În 1918, s-a mutat la Kiev cu familia ei, când tatăl ei a devenit ministru în noul guvern al efemerei Republicii Populare Ucrainene . Acolo au trăit în anii Războiului Civil Ucrainean.
Când bolșevicii au preluat puterea, tatăl ei s-a mutat în Cehoslovacia, și restul familiei l-au urmat în 1923. 
După ce a trăit ridicarea și căderea de Republicii Naționale Ucrainene, Olena și-a dezvoltat un interes avid pentru limba și literatura din Ucraina. În Praga, ea a studiat istorie și filologie. Ea a întâlnit un grup de tineri poeți ucraineni în Praga și a început să scrie ea însăși. După căsătorie, s-a mutat la Varșovia, Polonia, unde a trăit până la începutul celui de al Doilea Război Mondial.
În 1939, la fel ca mulți dintre tinerii ucraineni cu care s-a asociat, Olena Teliha a devenit membră a Organizației Naționaliștilor Ucraineni, în care ea a devenit un activist cultural și educațional.

În 1941, Olena și soțul ei Mihailo Teliha (cu care s-a căsătorit în Cehoslovacia) s-au mutat înapoi la Kiev,unde ea și-a extins munca culturală și literară. O mulțime de activități erau o sfidare deschisă a naziștlor  autoritățile. Ea vedea cum colegi mai apropiați de la ziarul "Cuvântul ucrainean" ("Ukrayins' ke Slovo") erau arestați și totuși a ales să ignore pericolele. Ea a refuzat să fugă, declarând că ea nu va merge din nou în exil.
Ea a fost în cele din urmă arestată de către Gestapo și executată, în vârstă de 35 de ani, în Babi Yar , în Kiev împreună cu soțul ei. În celula în care a stat, ultimele ei cuvinte au fost scrise scris pe perete: "Aici a fost îngropat și de aici se duce către moarte Olena Teliha".

## Amintirea

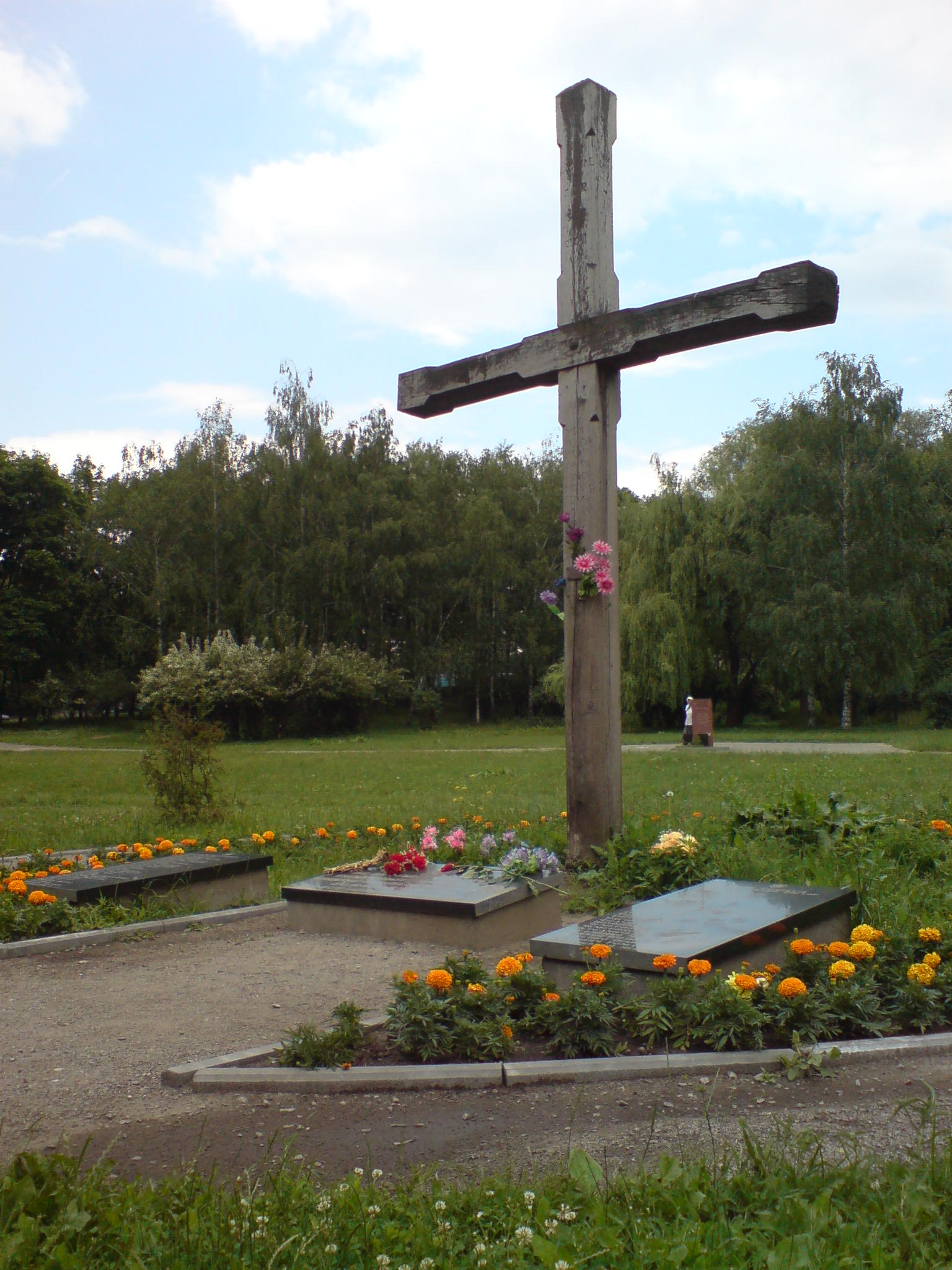
Cruce de lemn la Babi Yar, în memoria Olena Teliha și a altor naționaliștii ucraineni executați acolo, în 1942

Pe 19 iulie 2007, Banca Națională a Ucrainei a emis o monedă comemorativă dedicată Olenei Teliha.
Pe 25 februarie 2017, un monument închinat Olenei Teliha a fost dezvelit la Babi Yar. Monumentul a fost sfințit de către șeful Bisericii Ortodoxe Ucrainene a Patriarhiei, Patriarhul Filaret.